# 熊副穣
熊副穣（くまぞえ じょう、みのる）は、鹿児島県在住の写真家。

## 経歴
本籍　長崎県長崎市。団体職員を経て写真に携わる。
1976年（昭和51年）、写真展「黒神・桜島に生きる」（南日本新聞社）を皮切りに、朝日新聞社、講談社他で九州南部を中心にフリーランスとして活動。代表作「五木村」(1980年～2010年)「有明海」(1998年～2005年)「普賢岳」(1992年～1993年)など、社会的テーマを題材とした長期密着取材による写真が多い。
2012年（平成24年）写真集「刻の記憶」上梓。
2013年（平成25年）鹿児島県文化協会会長に就任（2022年時点で顧問）
2014年（平成26年）自身のライフワークである桜島（鹿児島県鹿児島市）を活写した「降灰の島」で視点賞（日本リアリズム写真集団）受賞。個展、受賞等多数。
熊副写真事務所代表、1991年より公益社団法人日本写真家協会(JPS)会員。その他、鹿児島県美術協会会員、鹿児島市芸術文化協会副会長を務めるなど、多数の所属団体にて写真活動を支援・指導している。